# جيف بيلينجهام
جيف بيلينجهام (بالإنجليزية: Geoffrey Bellingham) هو لاعب كرة الريشة نيوزلندي، ولد في 3 مارس 1976 في لور هوت في نيوزيلندا.

## وصلات خارجية
- جيف بيلينجهام على موقع BWF.tournamentsoftware.com (الإنجليزية)
- جيف بيلينجهام على موقع BWFbadminton.com (الإنجليزية)
- جيف بيلينجهام على موقع اللجنة الأولمبية النيوزيلندية (الإنجليزية)
- جيف بيلينجهام على موقع اتحاد ألعاب الكومنولث (مؤرشف) (الإنجليزية)
- جيف بيلينجهام على موقع دورة ألعاب الكومنولث 2006 (مؤرشف) (الإنجليزية)